# Mattie Silks
Mattie Silks (Kansas, 1847 – Denver, 7 gennaio 1929) è stata una prostituta e tenutaria statunitense, attiva soprattutto a Denver, ove divenne un'icona dell'epopea del West americano.

## Biografia
Silks nacque probabilmente in una fattoria del Kansas. Dopo aver lavorato come prostituta ad Abilene, Texas, e Dodge City, nel Kansas, nel 1865, all'età di diciannove anni, divenne maîtresse di un bordello a Springfield nell'Illinois.
Si spostò poi ad ovest per approfittare della grande richiesta di donne dovute alla corsa all'oro che nella seconda metà del XIX secolo attirò sempre più uomini negli Stati Uniti occidentali.
Trasferitasi nel 1876 a Denver, Colorado, comprò il suo primo bordello da Nellie French per $13000.
Nel 1881, secondo la leggenda, fece con Kate Fulton, una tenutaria di un altro postribolo, l'unico duello registrato a Denver tra due donne: le due oltre ad essere rivali in affari, avevano una relazione con un faccendiere e giocatore d'azzardo del posto, Cort Thomson. Le duellanti si sarebbero mancate reciprocamente ma la Silks avrebbe colpito per errore lo stesso Thomson, ferendolo leggermente. Successivamente, nel 1884, la Silks sposò Thomson, mantenendolo sino alla sua morte giunta nel 1900. Dopo Thomson la Silks sposò nel 1923 il più giovane Jack Ready, che morì nel 1931.
Dal 1877 al 1897 il suo postribolo fu quello di maggior successo a Denver, tanto da divenire conosciuta come "la regina del quartiere a luci rosse di Denver". A partire dal 1898, un'altra maîtresse, Jennie Rogers, aprì un altro bordello che presto si impose come il più apprezzato della città, ma quando la Rogers morì nel 1909, questi venne acquisito dalla Silks. Pur continuando a lavorare come tenutaria, la Silks diversificò i suoi investimenti anche nel settore immobiliare e nelle armi per autodifesa, il che la rese molto ricca.
Morì nel 1929 a causa delle complicazioni di una caduta in casa in cui si era rotta l'anca: fu sepolta sotto il nome di Martha Ready, accanto alla tomba di Thomson.
La Silks, pur avendo guadagnato milioni di dollari con le sue attività, lasciò come patrimonio solo $6500 in denaro, $4000 investiti nel settore immobiliare e $2500 in gioielli.